# Karat (Fluggesellschaft)
Karat (russisch Карат) war eine russische Fluggesellschaft mit Sitz in Moskau und Basis auf dem Flughafen Moskau-Wnukowo.

## Geschichte

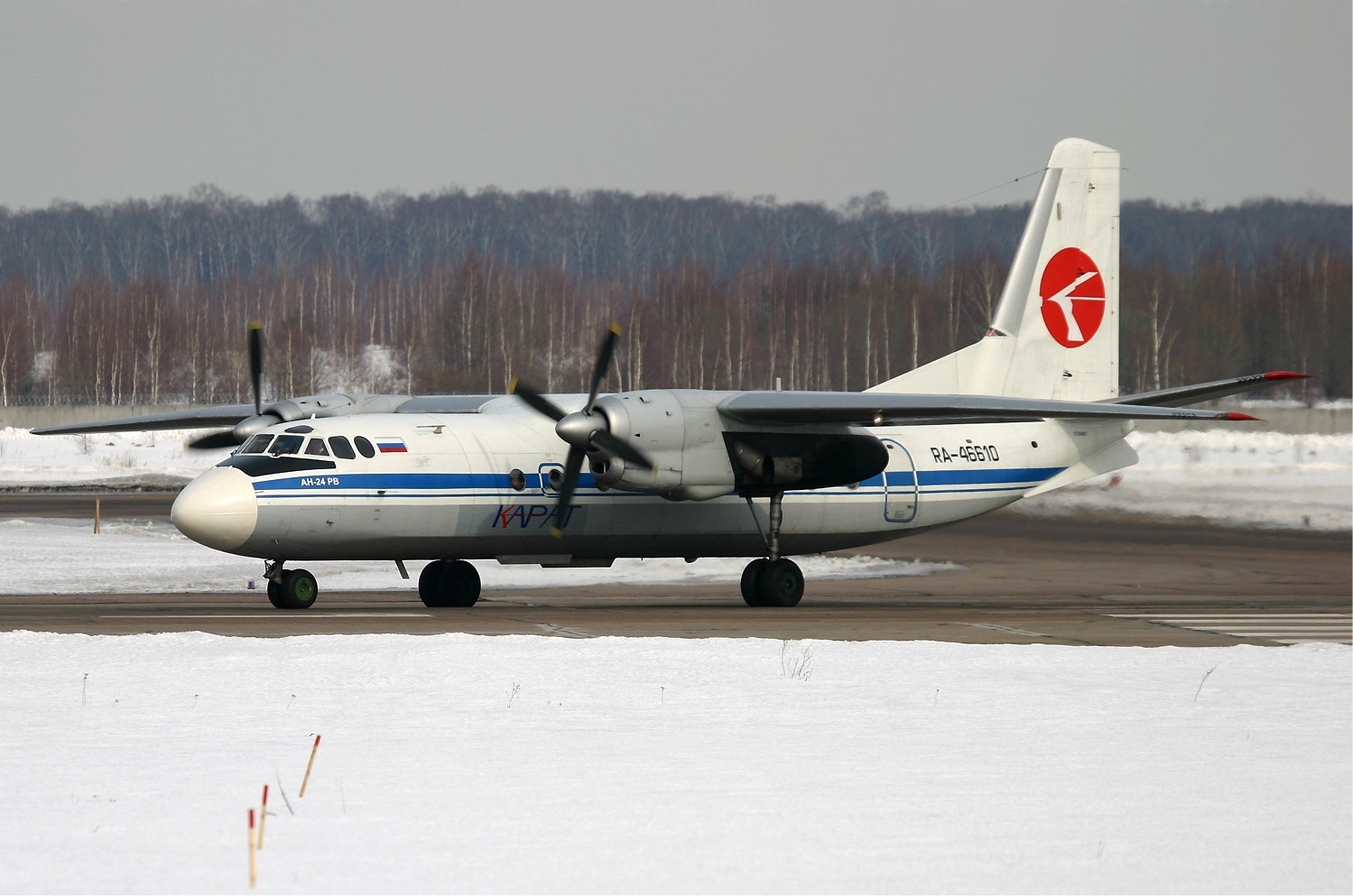
Eine Antonow AN-24 der Karat

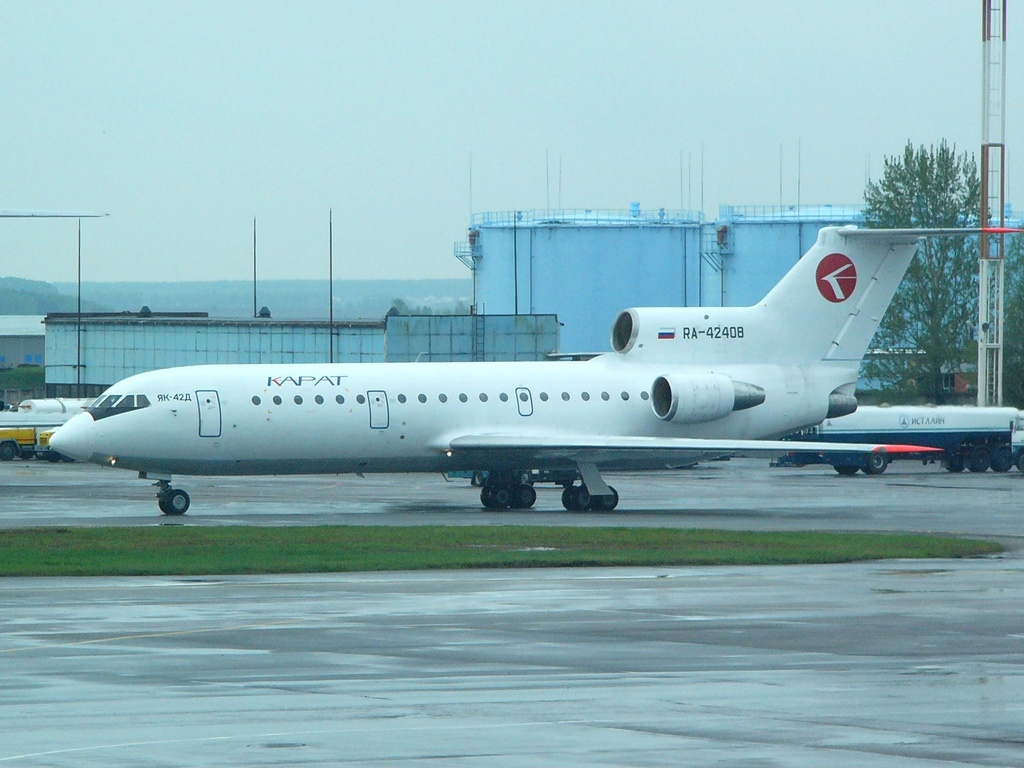
Eine Jakowlew Jak-42 der Karat

Karat wurde 1994 gegründet. Im Jahr 2011 stellte sie den Betrieb ein.

## Flugziele
Karat bot ausschließlich Linienflüge innerhalb Russlands bzw. weiterer ehemaliger Staaten der Sowjetunion an. Ein wichtiges Zweigbüro der Gesellschaft mit eigenen von dort abgehenden Flugrouten befand sich in Rostow am Don.

## Flotte

### Flotte bei Betriebseinstellung
Mit Stand September 2010 bestand die Flotte der Karat aus 13 Flugzeugen:
- 6 Antonow An-24RW
- 1 Jakowlew Jak-40 (zuletzt abgestellt)
- 4 Jakowlew Jak-42
- 1 Tupolew Tu-134A (zuletzt abgestellt)
- 1 Tupolew Tu-154B (zuletzt abgestellt)